# Rudolf Vojtěch Šiman
Rudolf Vojtěch Šiman (10. dubna 1893 Jindřichův Hradec – 1962) byl zpravodajským důstojníkem československé armády, příslušníkem zahraničního odboje v období druhé světové války a politickým vězněm komunistického režimu.

## Život

### Před druhou světovou válkou
Rudolf Vojtěch Šiman se narodil 10. dubna 1893 v Jindřichově Hradci v rodině Eduarda Šimana a Marie, rozené Vlasové. V rodném městě vystudoval reálné gymnázium a poté čtyři semestry na Právnické fakultě Univerzity Karlovy. Poté byl prezentován u pěšího pluku 5 v Praze. Stal se zpravodajským důstojníkem Československé armády a v roce 1935 byl vyslán do zahraničí. V roce 1936 zřídil v holandském Haagu pod krytím novináře agentury Radio l’Europe Central československou předsunutou agenturní ústřednu Libuše mající za úkol zpravodajskou činnost proti nacistickému Německu, kterou následně čtyři roky řídil.

### Druhá světová válka
Po rozpadu Československa přešla předsunutá agenturní ústředna Libuše pod vedením Rudolfa Vojtěcha Šimana pod zahraniční československé zpravodajské struktury řízené plk. Františkem Moravcem. V lednu 1940 proti ní zasáhla holandská policie, protože Holandsko se snažilo vůči Německu dodržovat přísnou neutralitu, a Rudolf Vojtěch Šiman byl ze země vypovězen. Přesunul se přes Belgii do Francie, kde se 22. února 1940 přihlásil v Paříži do Československé armády v zahraničí. Následně byl odeslán na Střední východ, kde působil v Bejrútu, kde měl za úkol prověřovat spolehlivost československých dobrovolníků sem přicházejících. Po pádu Francie v červnu 1940 byl nucen celou agenturu z francouzského mandátního území evakuovat do britského, konkrétně do Jeruzaléma. Zde nastoupil na funkci styčného důstojníka při jednáních mezi britskou armádou a československým generálním konzulátem o výstavbě československé zahraniční jednotky. Do konce války pak zastával zejména vysoké vojensko-diplomatické funkce v oblasti Středního východu. Zpět do Československa byl povolán 10. listopadu 1945.

### Po druhé světové válce
Rudolf Vojtěch Šiman byl v roce 1949 komunistickou mocí odsouzen na 25 let vězení, amnestií mu byl trest posléze snížen na 15 let. Zemřel v roce 1962.

## Rodina
Rudolf Vojtěch Šiman se oženil s Marií Kandusovou, manželům se v roce 1934 narodil syn Ivan Stanislav.

## Vyznamenání
- 1945 Československý válečný kříž 1939